# بين سيلفرمان
بين سيلفرمان (بالإنجليزية: Ben Silverman)‏ هو منتج منفذ أمريكي، ولد في 15 أغسطس 1970 في بيتسفيلد في الولايات المتحدة.

## وصلات خارجية
- بين سيلفرمان على موقع IMDb (الإنجليزية)
- بين سيلفرمان على موقع قاعدة بيانات الفيلم (الإنجليزية)